# Duca di Sparta
Duca di Sparta (in greco demotico: Δούκας της Σπάρτης, Doúkas tis Spártis; in Katharevousa: Δοὺξ τῆς Σπάρτης, Doúx tís Spártis) è un titolo nobiliare greco, istituito nel 1868 per designare il principe ereditario del Regno di Grecia. Il suo status giuridico era eccezionale e controverso, in quanto la costituzione greca in vigore all'epoca vietava l'assegnazione o l'accettazione di titoli nobiliari per i suoi cittadini. Pertanto, il titolo fu usato prevalentemente all'estero, mentre il suo uso in Grecia rimase sporadico e ufficioso. 

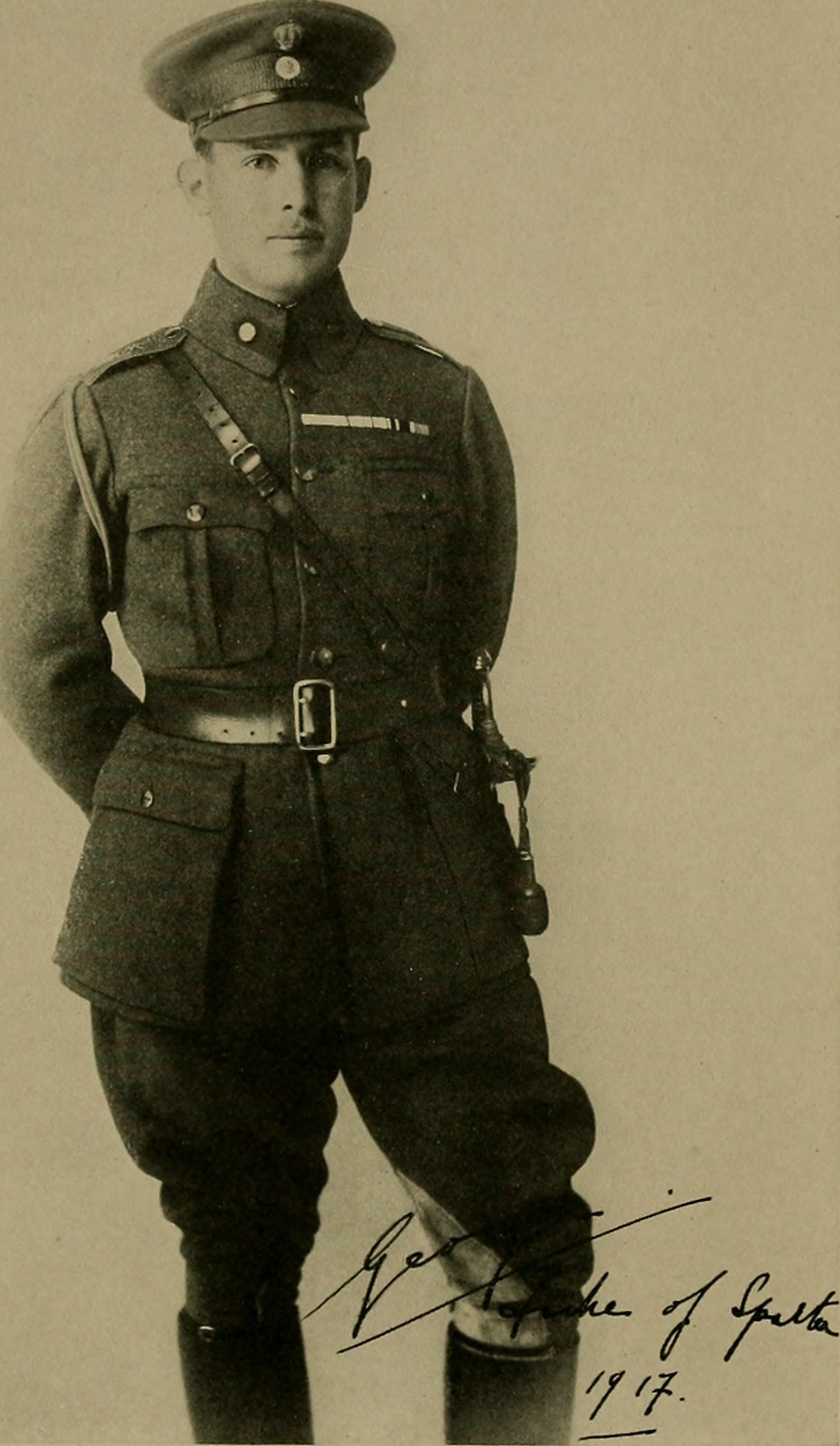
Foto del futuro Giorgio II di Grecia, autografata col titolo "Duca di Sparta", 1917

## Storia
Il titolo fu istituito in occasione della nascita del principe Costantino (futuro Costantino I di Grecia), il cui arrivo, il 21 agosto 1868, fu accolto da ampie celebrazioni, con il nome scelto propagandato come un richiamo all'impero bizantino e all'ideale filosofico-politico, di stampo nazionalista, della Megali Idea. Sull'onda dell'entusiasmo popolare, il primo ministro Dimitrios Voulgaris suggerì al re Giorgio I l'idea di un titolo per il bambino. Il 3 settembre 1868, giorno del battesimo, il re emise un decreto con cui stabiliva che, da quel momento, Costantino e tutti i futuri principi ereditari avrebbero portato il titolo di "Duca di Sparta". 
Il decreto fu immediatamente contestato come anticostituzionale, dal momento che l'articolo 3 dell'allora Costituzione greca, in vigore dalla guerra d'indipendenza, vietava espressamente l'assegnazione di titoli nobiliari ai cittadini del Paese. Ne seguì un violento dibattito parlamentare, che vide contrapposti il primo ministro Dimitrios Voulgaris, che sosteneva che l'articolo non si applicasse ai membri della famiglia reale, all'oppositore Timoleon Filimon, che invece riteneva che la formulazione non ammettesse eccezioni. Il risultato fu a favore di Vulgaris: il 29 settembre il decreto fu approvato con 98 voti a favore, 26 contrari e 2 astenuti. Ciononostante, il titolo fu usato raramente in Grecia e mai associato agli eredi di Costantino, mentre ebbe ampia risonanza all'estero, dove Costantino divenne noto come Sua Altezza Reale Il Duca di Sparta fino alla sua salita al trono nel 1913. 
In Europa il titolo divenne popolare al punto da essere erroneamente considerato, anche da fonti rispettabili, un sinonimo di quello di "principe ereditario di Grecia", malgrado nessun principe dopo Costantino abbia portato e/o usato ufficialmente il titolo. Lo stesso malinteso circondò il termine "Diadoco" (letteralmente erede, dal greco diadochos), un termine puramente descrittivo e di uso generico, privo di connotazioni nobiliari o di legami esclusivi con il trono greco, ma usato invece dai greci per indicare qualsiasi erede apparente, anche al di fuori della nobiltà o in senso metaforico. 